# Eddie George
Eddie George (Philadelphia, 24 september 1973) is een voormalig Amerikaans American football-running back. Hij speelde van 1996 tot 2004 in de NFL bij 2 clubs, de Houston Oilers (1996 tot 2003) en de Dallas Cowboys (2004). George studeerde aan de Ohio State universiteit waar hij in 1995 de Heisman Trophy won. George werd in 1996 als veertiende gekozen in de draft en had een uitermate succesvolle carrière.

## Jeugd
George studeerde eerst aan de Abington Senior middelbare school maar werd daarna naar een militaire middelbare school gestuurd genaamd Fork Union Military Academy. George maakte de beslissing om voor een vijfde jaar op de Fork Union Military Academy te blijven zitten. Dit wordt vaak gedaan door jongens die football spelen om hun rekruteringsstatus te verhogen en naar een goede universiteit te kunnen, maar George deed dit om de rigoureuze militaire levensstijl te behouden. George had in zijn vijfde seizoen 1,372 rushing yards, waardoor grote universiteiten hem een beurs aanboden.

## Universitaire carrière
George ging architectuur studeren aan de Ohio State universiteit en speelde voor de Ohio State Buckeyes, het footballteam van de universiteit. Als freshman maakte George gelijk impact, hij scoorde drie touchdowns tegen Syracuse. Echter kreeg hij later een tegenslag te verwerken, toen de Buckeyes het opnamen tegen Illinois liet George de bal uit zijn handen vallen en kreeg Illinois de bal, die scoorden vervolgens, later in de wedstrijd liet George de bal weer vallen en scoorde Illinois weer waardoor de Buckeyes de wedstrijd verloren.
Als een senior in 1995, had George 1,927 rushing yards en 24 touchdowns (een schoolrecord), hij had een gemiddelde van 148.23 yards per wedstrijd, hij ving ook 44 passes die goed waren voor 399 yards en 1 touchdown. George werd dat seizoen erkend als tweemalig  first-team All-American en hij won de Heisman Trophy in het meest minimale verschil in stemmen in de geschiedenis van de award op dat moment, hij versloeg Tommie Frazier met een verschil van 264 stemmen. George verliet Ohio State als tweede in school historie in career rushing yards (3,768) en als derde in rushing touchdowns (44). Hij eindigde met een totaal van 4,284 all-purpose yards, 45 touchdowns, en een gemiddelde van 5.5 yards per poging.

### Universitaire statistieken
|                |                |    | Rushing | Rushing | Rushing | Rushing | Receiving | Receiving | Receiving |
| Jaar           | Team           | GP | Att     | Yards   | Avg     | TDs     | Rec       | Yards     | TDs       |
| -------------- | -------------- | -- | ------- | ------- | ------- | ------- | --------- | --------- | --------- |
| 1992           | Ohio State     | 11 | 37      | 176     | 4.8     | 5       |           |           |           |
| 1993           | Ohio State     | 12 | 42      | 223     | 5.3     | 3       |           |           |           |
| 1994           | Ohio State     | 13 | 276     | 1,442   | 5.2     | 12      | 16        | 117       | 0         |
| 1995           | Ohio State     | 13 | 328     | 1,927   | 5.9     | 24      | 47        | 417       | 1         |
| College Totals | College Totals | 49 | 683     | 3,768   | 5.5     | 44      | 63        | 534       | 1         |

## Professionele carrière
George werd in de eerste-ronde geselecteerd (14e pick) door de Houston Oilers (nu de Tennessee Titans) in de 1996 NFL Draft. George won de NFL Rookie of the Year award in 1996, en was de Oilers/Titans' startende running back in 2003, George heeft nooit een wedstrijd gemist. Hij werd vier keer geselecteerd voor de Pro Bowl (1997–2000), en leidde de Titans naar de Super Bowl XXXIV, waar ze 23-16 verloren van de St. Louis Rams. George haalde een gemiddelde van 391 rushing en receiving yards in de Titans' drie playoff wedstrijden dat jaar. George had 95 rushing yards, ving twee passes voor 35 yards, en scoorde twee touchdowns in de Super Bowl.
George is de tweede NFL running back die in totaal 10,000 rushing yards heeft zonder ooit een wedstrijd te missen, Jim Brown was de eerste. Alleen Walter Payton speelde in meer wedstrijden (170) dan George's 130.
Op 23 juli 2004 tekende George een een-jarig contract met de Dallas Cowboys voor $1.5 miljoen dollar plus. George speelde maar in 8 wedstrijden voor de Cowboys terwijl rookie Julius Jones geblesseerd was. George werd back-up toen Jones weer terug kwam. George eindigde het seizoen met 432 rushing yards in 132 pogingen en 4 touchdowns. Hij ging in 2006 officieel met pensioen.
In zijn carrière heeft George 10,441 rushing yards, 268 gevangen passes, 2,227 receiving yards, en 78 touchdowns (68 rushing and ten receiving).

## Statistieken
| Year   | Team             | G   | GS  | Attempts | Yards  | YPA | TDs |
| ------ | ---------------- | --- | --- | -------- | ------ | --- | --- |
| 1996   | Houston Oilers   | 16  | 16  | 335      | 1,368  | 4.1 | 8   |
| 1997   | Tennessee Oilers | 16  | 16  | 357      | 1,399  | 3.9 | 6   |
| 1998   | Tennessee Oilers | 16  | 16  | 348      | 1,294  | 3.7 | 5   |
| 1999   | Tennessee Titans | 16  | 16  | 320      | 1,304  | 4.1 | 9   |
| 2000   | Tennessee Titans | 16  | 16  | 403      | 1,509  | 3.7 | 14  |
| 2001   | Tennessee Titans | 16  | 16  | 315      | 939    | 3.0 | 5   |
| 2002   | Tennessee Titans | 16  | 16  | 343      | 1,165  | 3.4 | 12  |
| 2003   | Tennessee Titans | 16  | 16  | 312      | 1,031  | 3.3 | 5   |
| 2004   | Dallas Cowboys   | 13  | 8   | 132      | 432    | 3.3 | 4   |
| Career |                  | 141 | 136 | 2,865    | 10,441 | 3.6 | 68  |

## Privéleven
George is vertegenwoordiger voor een organisatie die aandacht vraagt voor diabetes, ook is hij af en toe te zien op tv als presentator voor FSN Pro Football Preview.